# Aidan van Niekerk
Pour les articles homonymes, voir van Niekerk.
Aidan van Niekerk, né le 22 mars 1997 à George, est un coureur cycliste sud-africain.

## Biographie
Né à George, Aidan van Niekerk commence à s'intéresser au cyclisme à l'âge de 11 ans. Il commence la compétition trois ans plus tard, à 14 ans, et choisit de se spécialiser vers la route. Petit gabarit, il se définit comme étant un grimpeur.
En 2015, il se révèle au niveau national en terminant troisième du championnat d'Afrique du Sud du contre-la-montre, dans sa catégorie. Avec l'académie sud-africaine LEADout Aspire, il participe à plusieurs courses en Europe durant l'été comme le Tour de Haute-Autriche juniors le Tour de Basse-Saxe juniors, Aubel-Thimister-La Gleize ou encore la Ronde des vallées.
En 2016, il passe en catégorie espoirs (moins de 23 ans) et rejoint la structure Telkom, montée par l'ancien coureur Malcolm Lange. Il côtoie à cette occasion plusieurs hommes d'expérience, comme Nolan Hoffman ou Johann Rabie. En cours de saison, il s'installe provisoirement dans les Bouches-du-Rhône afin de courir au Martigues SC-Drag Bicycles, club de division nationale 2 en France. Début septembre, il se classe 22e de la première édition du Tour Meles Zenawi, auquel il participe avec une sélection nationale sud-africaine.
Après avoir fait ses débuts en 2017 en Afrique du Sud, il revient de nouveau en France au printemps afin de concourir avec le Martigues SC-Drag Bicycles. Avec celui-ci, il obtient quelques classements parmi les 15 premiers, en terminant septième d'une étape des Quatre jours des As-en-Provence ou encore onzième du Tour de Serbie.
En 2018, il prend la cinquième place du Tour de l'Espoir, manche inaugurale de la Coupe des Nations espoirs.

## Palmarès
- 2015
  - 3e du championnat d'Afrique du Sud du contre-la-montre juniors

## Classements mondiaux
| Année           | 2018 |
| --------------- | ---- |
| UCI Africa Tour | 109e |